# Klášter Escaladieu
Klášter Escaladieu je klášter 3 km jihozápadně od vesnice Mauvezin v Pyrenejích na jihozápadě Francie.
Escaladieu bylo založeno roku 1142 jako cisterciácká fundace a jedná se o první sídlo cisterciáckých mnichů v této části Francie. Klášterní kostel byl vysvěcen roku 1160. Rozkvět kláštera trval prvních dvě stě let od založení. Během protestantských válek byl mnohokrát vypálen a vykraden. A v 19. století byla velká část klášterní architektury odvezena do Kalifornie.

## Dceřiné kláštery
- Klášter Veruela